# Akid (Einheit)
Akid war ein arabisches Längenmaß im Irak.
- 1 Akid = 0,0625 Draa = 5,03 Zentimeter